# 황인욱
황인욱(1988년 1월 19일 ~ )은 아프리카TV BJ 출신의 대한민국 가수이다.

## 음반
- 취하고 싶다 (2017년 7월 28일)
- 친구로 지내자면서 (2018년 10월 17일)
- 하나뿐인 내편 OST Part.31 바람처럼 지나간 (2019년 3월 2일)
- 포장마차 (2019년 6월 20일)
- 이별주 (2019년 11월 1일)
- 취했나봐 (2020년 5월 24일)
- 한잔이면 지워질까 (2020년 12월 15일)
- 응급실 (2021년 5월 7일)

## 수상 목록
- 2021년 제10회 《가온차트 뮤직 어워즈》 올해의 포퓰러 싱어상 (포장마차)